# Angela Anderes
Angela Rosa Anderes (Zürich, 10 juli 1919) was een Zwitserse kunstschaatsster. Zij nam deel aan de Olympische Winterspelen van 1936.

## Belangrijkste resultaten

### Olympische Winterspelen
| Jaar | Plaats                 | Discipline  | Onderdeel | Resultaat |
| ---- | ---------------------- | ----------- | --------- | --------- |
| 1936 | Garmisch-Partenkirchen | kunstrijden | vrouwen   | 13e       |